# Inge Görmer

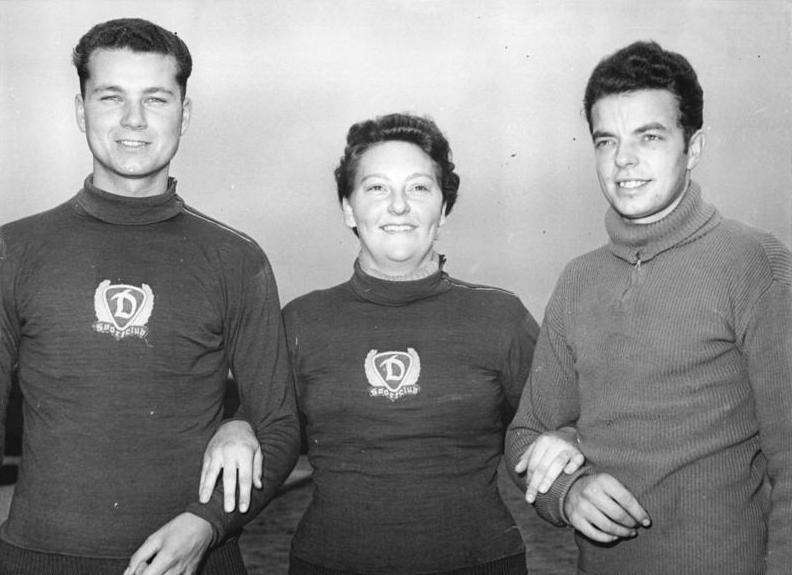
Die Eisschnellläufer Helmut Kuhnert, Inge Görmer, beide SC Dynamo Berlin und Erich Löwenberger, SC Einheit, Berlin

Inge Görmer (* 11. April 1934 in Berlin) ist eine ehemalige deutsche Eisschnellläuferin, die zwischen 1953 und 1960 an zahlreichen nationalen und internationalen Wettbewerben teilnahm.

## Leben und sportliche Entwicklung

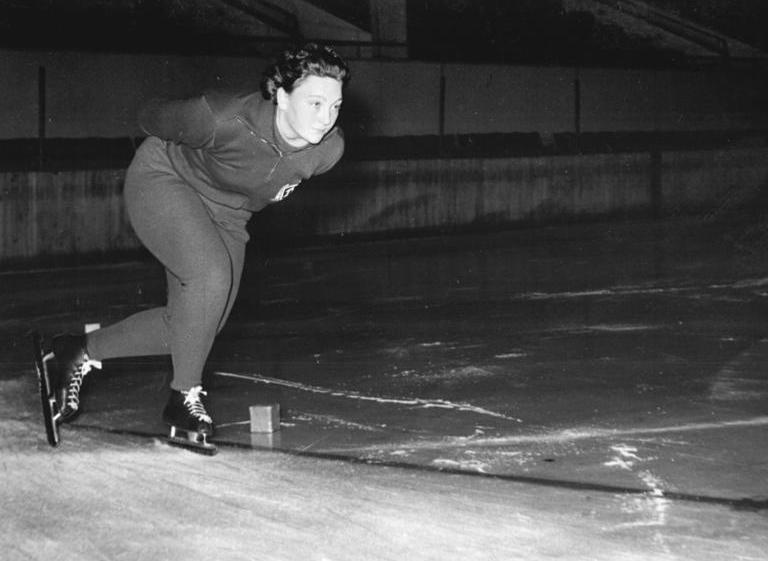
Inge Görmer beim Training in der Werner-Seelenbinder-Halle Berlin

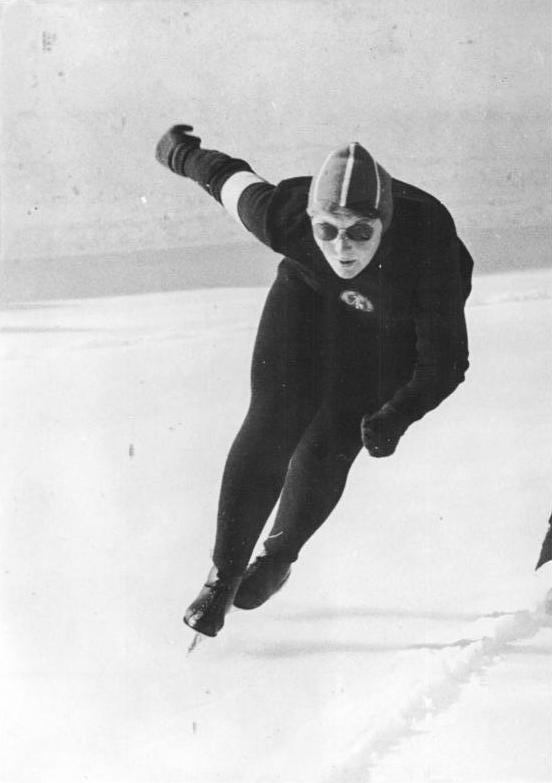
3. Februar 1960: Inge Görmer auf der 400-m-Bahn im Davoser Eisstadion

Inge Görmer nahm fünfmal an einer internationalen Meisterschaft teil. An der WM nahm sie viermal als Ost-Deutsche teil (1956, 1957, 1958 und 1959); als Mitglied der gesamtdeutschen Mannschaft nahm sie teil an den Olympischen Winterspielen (1960).
Bei  ihrem internationalen Debüt bei der WM Allround 1956 wurde sie 10., bei der  WM Allround 1957 15. und bei der WM Allround 1958 kam sie auf den 15. Platz und hatte über 1500 m und 300 m ihre beste Leistung mit zwei fünften Plätzen. Die Olympischen Winterspiele 1960 brachten Inge Görmer wahrscheinlich nicht, was sie erwartet hätte: ein 16. Platz über 1500 m und der 13. Platz über 3000 m.

## Erfolge (Auswahl)
- Ihre beste Platzierung bei Olympischen Spielen war ein 13. Platz über 3000 Meter in 5:37,5 Minuten in Squaw Valley.
- Bei den Allround-Weltmeisterschaften 1958 errang sie einen 7. Platz im Mini-Vierkampf.
- Zwischen 1953 und 1960 war Inge Görmer bei den Nationalmeisterschaften zwar abonniert auf dem zweiten Platz, erst hinter Margit Grobe, und später war Helga Haase ihr zu schnell.